# Henri Delavallée

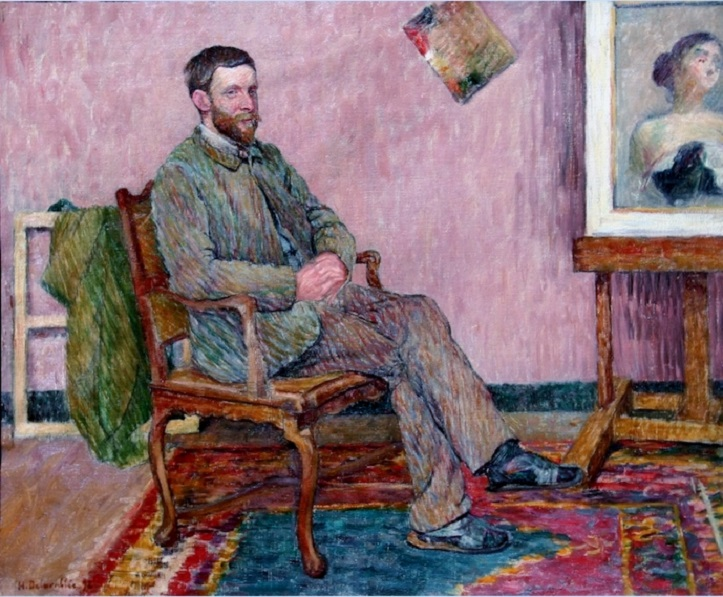
Zelfportret

Henri Delavallée (Reims, 24 april 1862 - Pont-Aven, 12 juni 1943) was een Franse kunstschilder, beeldhouwer en graficus. Hij schilderde impressionistisch maar werkte ook gedurende een periode pointillistisch en synthetistisch. Naast zijn activiteiten als schilder, was Delavallée ook een belangrijk graficus.

## Biografie
In het middelbaar onderwijs was hij al een briljante student, hij haalde de eerste prijs filosofie op het concours général. Nauwelijks 17 jaar oud, schreef hij zich in 1879 in bij de Sorbonne en aan de École des beaux-arts, waar hij studeerde bij Carolus Duran en Luc-Olivier Merson. Aan de École des beaux-arts ontmoette hij ook zijn toekomstige vrouw Gabrielle Moreau, ook een schilderes.
In 1881 werd hij door zijn vriend, de schilder Hersart du Buron, uitgenodigd op het domein van diens familie in Pont-Aven, het manoir du Plessis. Het bezoek beviel hem blijkbaar goed, want hij kwam regelmatig terug naar Pont-Aven en zou er zich later definitief vestigen. Het was eveneens daar dat hij in 1866 kennis maakte met Paul Gauguin en Émile Bernard.
Via Félix Bracquemond maakte hij kennis met Camille Pissarro en Georges Seurat, van wie hij het pointillisme leerde kennen en met wie hij in 1887 samenwerkte in Bourron-Marlotte. Het is in deze periode (1886 – 1890) dat zijn pointillistische pastelschilderingen en zijn divisionistische werken tot stand kwamen. Als groot bewonderaar van Millet trok hij in 1889 naar diens geboortedorp Landemer om er samen te werken met de grafici Pierre Vidal en Louis Monziès en maakte er een aantal etsen.
Van 1891 tot 1893 exposeerde hij met de peintres-graveurs français grafisch werk bij Durand-Ruel en bij de Société des Amis des Arts in Nantes. Van 1892 tot 1896 werden werken van hem tentoongesteld op het salon van de Société nationale des beaux-Arts. Delavallée vestigde zich opnieuw in Pont-Aven in 1894, hij huurde een atelier in Hotel Julia. In 1895 nam hij nog deel aan een tentoonstelling over toegepaste kunst in Luik, maar in 1896 vertrok hij met zijn echtgenote naar Istanboel in Turkije.
Het echtpaar Delavallée keerde terug naar Parijs in 1901 waar ze hun intrek namen in een atelier aan de rue d’Alésia, maar ze brachten ook veel tijd door op het familiedomein in Apremont. Hun dochter Yvonne werd geboren in Parijs. Ze verbleven ook regelmatig in Pont-Aven waar ze bevriend raken met Théodore Botrel. Rond 1910 vestigden ze zich definitief in Pont-Aven.
De galerie Saluden organiseerde in 1941 een retrospectieve voor Henri Delavallée in Quimper.

## Weblinks
- Henri Delavallée –Artworks, op The Athenaeum
- Henri Delavallée op MutualArt

## Galerij

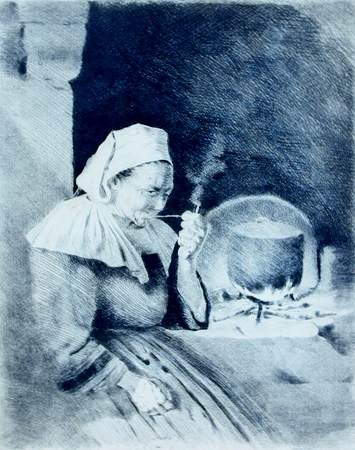
Bretonne fumant la pipe devant l'âtre (Bretoense die een pijp rookt voor de haard) (ets)
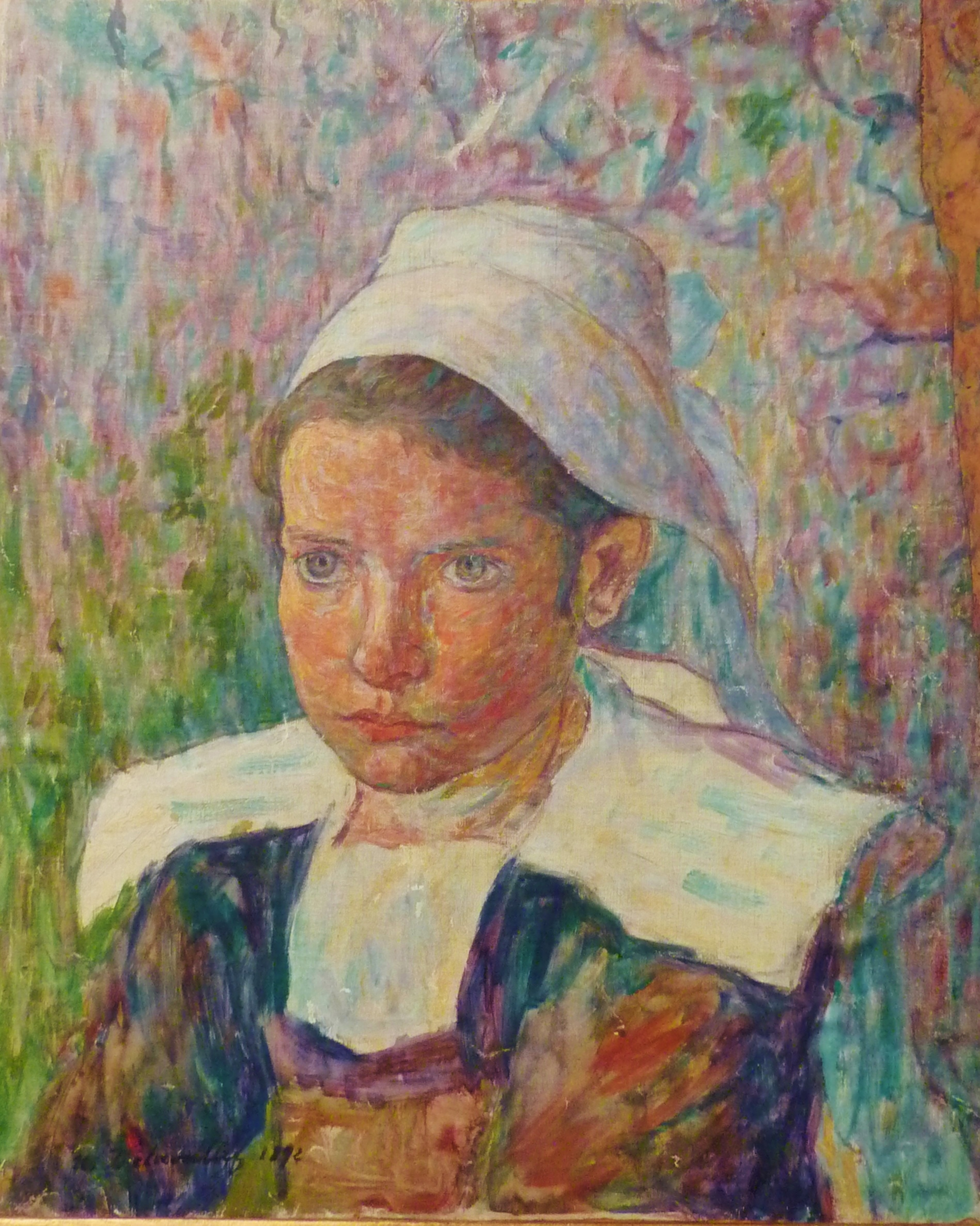
Bretonne de Pont-Aven (1892, musée des beaux-arts de Brest) (Bretoense van Pont-Avenne)
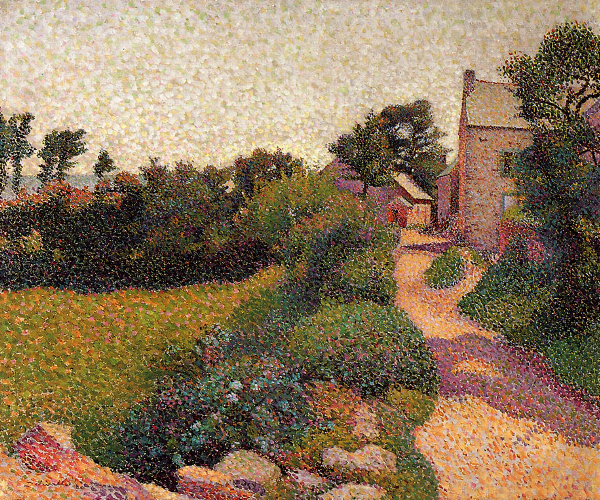
La rue au soleil à Port-Manech (omstreeks 1887) (Straat in de zon in Port-Manech)
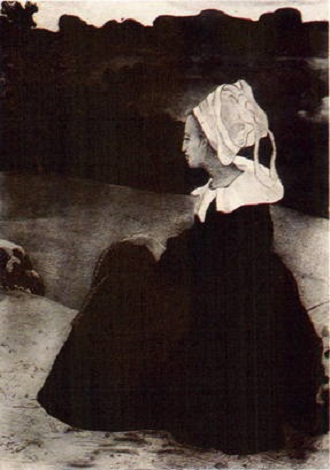
Bretonne en noir (1893), musée des beaux-arts de Quimper. (Bretoense in het zwart)
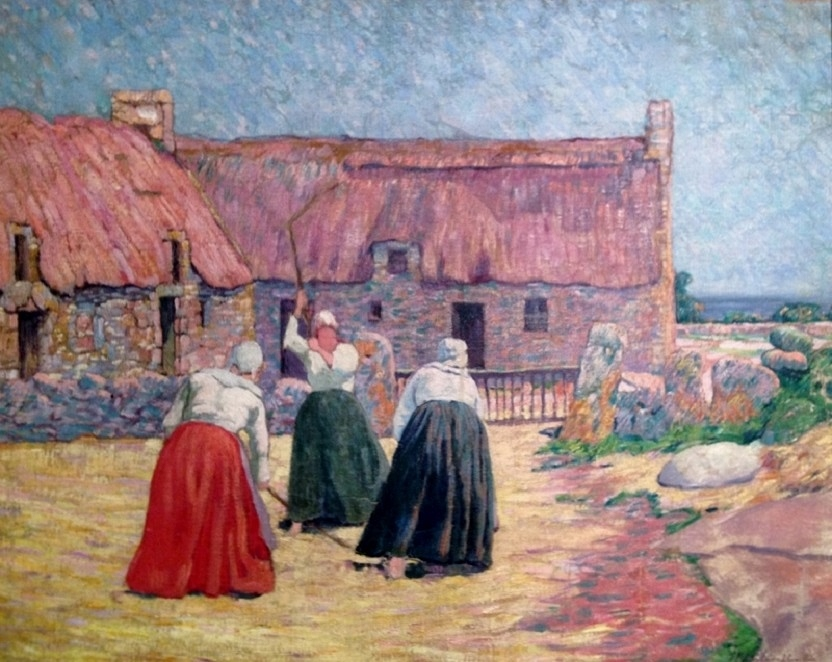
Scène de battage (Dorsers)
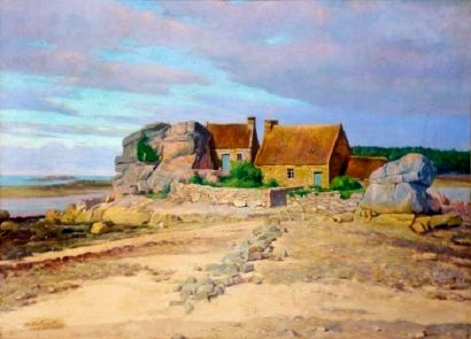
Maisons en Bretagne (Huizen in Bretagne)

- Bibliothèque nationale de France: cb14972666s (data)
- International Standard Name Identifier: 0000 0000 6662 0107
- Library of Congress Control Number: no96063861
- Nationale Bibliotheek van Tsjechië: jo20251250388
- RKD-Nederlands Instituut voor Kunstgeschiedenis: 21641
- Système universitaire de documentation: 034392289
- Union List of Artist Names: 500119558
- Virtual International Authority File: 39650639
- WorldCat: E39PBJxt3YCW6tWCmKJMPrYByd